# Album-oriented rock
Album-oriented rock (abreujat AOR) és un format de ràdio FM americà que se centra en temes d'àlbums d'artistes de rock. AOR va evolucionar a partir de la ràdio de rock progressiu a mitjan anys setanta, utilitzant la recerca i la programació formal per crear un format d'àlbum de rock amb major atractiu comercial que cançons a l'atzar o àlbums sencers.

## Història

### Forma lliure i progressiva
Les arrels del format de ràdio rock orientat a l'àlbum van començar amb conceptes de programació arrelats en l'idealisme dels anys 60. Els formats de forma lliure i progressiva van desenvolupar el repertori i van configurar el to dominant de les llistes de reproducció AOR durant gran part del seu apogeu.
El juliol de 1964, la Comissió Federal de Comunicacions dels Estats Units (FCC) va adoptar una norma de no duplicació que prohibia que les emissores de ràdio FM emeteren simultàniament la mateixa programació de les seves germanes d'AM. Els propietaris de les estacions d'afiliats d'AM / FM van lluitar amb vigor contra les noves normes, retardant la promulgació de les noves normes fins l'1 de gener de 1967. Quan finalment es va aprovar, els propietaris de les estacions van ser pressionats per crear opcions de programació alternatives.
El format de forma lliure a la ràdio comercial va néixer del desig de programar les ones d'FM de forma econòmica. Els programadors com Tom Donahue a KMPX a San Francisco van desenvolupar estacions on DJs tenien llibertat per reproduir llargues llistes de música, sovint cobrint una varietat de gèneres. Les cançons no es van limitar a hits o a singles; De fet, els DJs solien tocar llistes més incertes o més llargues on hi participaven artistes més nous o més aventurers que els escoltats a les emissores que programaven els Top 40. Això va influir en el creixement dels àlbums enlloc dels singles com a principal vehicle artístic d'expressió en els anys seixanta i setanta.
Amb algunes excepcions, la forma lliure comercial va tenir una vida relativament breu. Amb cada vegada més oients que adquirien ràdios FM, les apostes es van fer més altes en les estacions per atraure la quota de mercat perquè poguessin vendre més publicitat a un ritme més alt.
El 1970 moltes de les estacions canviaven les regles de programació obeint un "rellotge" i un sistema de "rotació". Amb la fórmula AOR, els formats de les emissores a principis dels setanta es van presentar com a progressius. Els DJ encara tenien molt debat sobre la música que programaven, i la selecció era profunda i eclèctica, que anava des del folk al rock dur amb altres estils com la fusió de jazz que de vegades hi participava.

### Anys setanta
A l'octubre de 1971, el WPLJ de Nova York va canviar el seu format de rock progressiu de forma lliure a un format de rock orientat amb èxit, similar al que més endavant es coneixeria com a rock orientat a l'àlbum. [2] La companyia matriu de WPLJ, ABC, va instal·lar formats similars a totes les seves estacions de FM incloent KLOS a Los Angeles i WRIF a Detroit. El 1973, Lee Abrams, anteriorment a WRIF, va instal·lar amb èxit un format similar, més tard conegut com a SuperStars, al WQDR de Raleigh, Carolina del Nord.